# Gonzalo Arijón
Gonzalo Arijón (Montevideo, 1 de enero de 1969) es un director y escritor de cine uruguayo, conocido por su trabajo en películas como Stranded (2007), Por esos ojos (1999) y With My Eyes Wide Open (2007).

## Biografía
Nació en Montevideo. Reside en Francia desde 1979 y tiene doble nacionalidad. Ha dirigido numerosos documentales en los últimos 15 años, tras estudiar antropología y cine.

## Filmografía

### Cine
| Año  | Título                 | Notas                          |
| ---- | ---------------------- | ------------------------------ |
| 1999 | Por esos ojos          | Director, guionista            |
| 2007 | Stranded               | Director, guionista            |
| 2007 | With My Eyes Wide Open | Director, productor, guionista |
| 2010 | Fin de concession      | Director de fotografía         |
| 2010 | Las manos en la tierra | Guionista                      |
| 2014 | Battle for Rio         | Director, guionista            |

### Televisión
| Año  | Título                    | Notas                                      |
| ---- | ------------------------- | ------------------------------------------ |
| 1992 | Zapata, mort ou vif       |                                            |
| 1995 | Un siècle d'écrivains     | Director (1 episodio)                      |
| 2003 | Passé sous silence        | Director (1 episodio)                      |
| 2004 | Les grands duels du sport | Director (3 episodios)                     |
| 2008 | Storyville                | Director (1 episodio)                      |
| 2009 | Independent Lens          | Director, productor ejecutivo (1 episodio) |
| 2020 | Global Mosaic             |                                            |